# Иван Симеонов
 Тази статия е за военния деец.  За просветния деец вижте Иван Симеонов (просветен деец).  
Иван Симеонов Симеонов (Иван Симеонов Кушинов) е български офицер (полковник), герой от Сръбско-българска война (1885).

## Биография
Иван Симеонов е роден на 5 август 1862 година (стар стил) в Плевен. През 1883 завършва в четвъртия випуск на Военното училище в София, произведен в чин подпоручик и зачислен в 4-ти пехотен плевенски полк.
По време на Сръбско-българската война (1885) подпоручик Симеонов е командир на 1-ва рота от 1-ва дружина на 4-ти пехотен плевенски полк. Участва в боевете при Сливница (5 – 7 ноември), където е на 5 ноември е тежко ранен.
След войната участва в бунта на офицерите-русофили в Силистра и след потушаването му е принуден да емигрира в Русия. През 1898 година, когато се разрешава офицерско-емигрантския въпрос се завръща в България и служи в 24-ти пехотен черноморски полк (1900). По-късно е назначен за помощник-командир на 17-и пехотен доростолски полк. Бил е интендант на девета пехотна дивизия, началник на Софийския резервен интендантски магазин и подпредседател на Кюстендилската реквизиционна комисия.
По време на Балканската война (1912 – 1913) Симеонов командва дружина от 4-ти пехотен плевенски полк и взема участие в битката при Чаталджа. Уволнен през 1918 г.
Полковник Иван Симеонов умира на 14 декември 1930 година в София.

## Военни звания
- подпоручик – 30 август 1883
- поручик – 24 март 1886
- капитан – 2 август 1889
- майор – 2 май 1902
- подполковник – 18 май 1906
- полковник – 22 септември 1914